# Seis dias de Roterdã
Os Seis dias de Roterdã é uma corrida de ciclismo em pista, da modalidade de seis dias, que atualmente se disputa no estádio fechado Ahoy Rotterdam (Países Baixos). Os primeiros seis dias de Roterdã foram realizados em 1936 e 1937.

## Palmarés

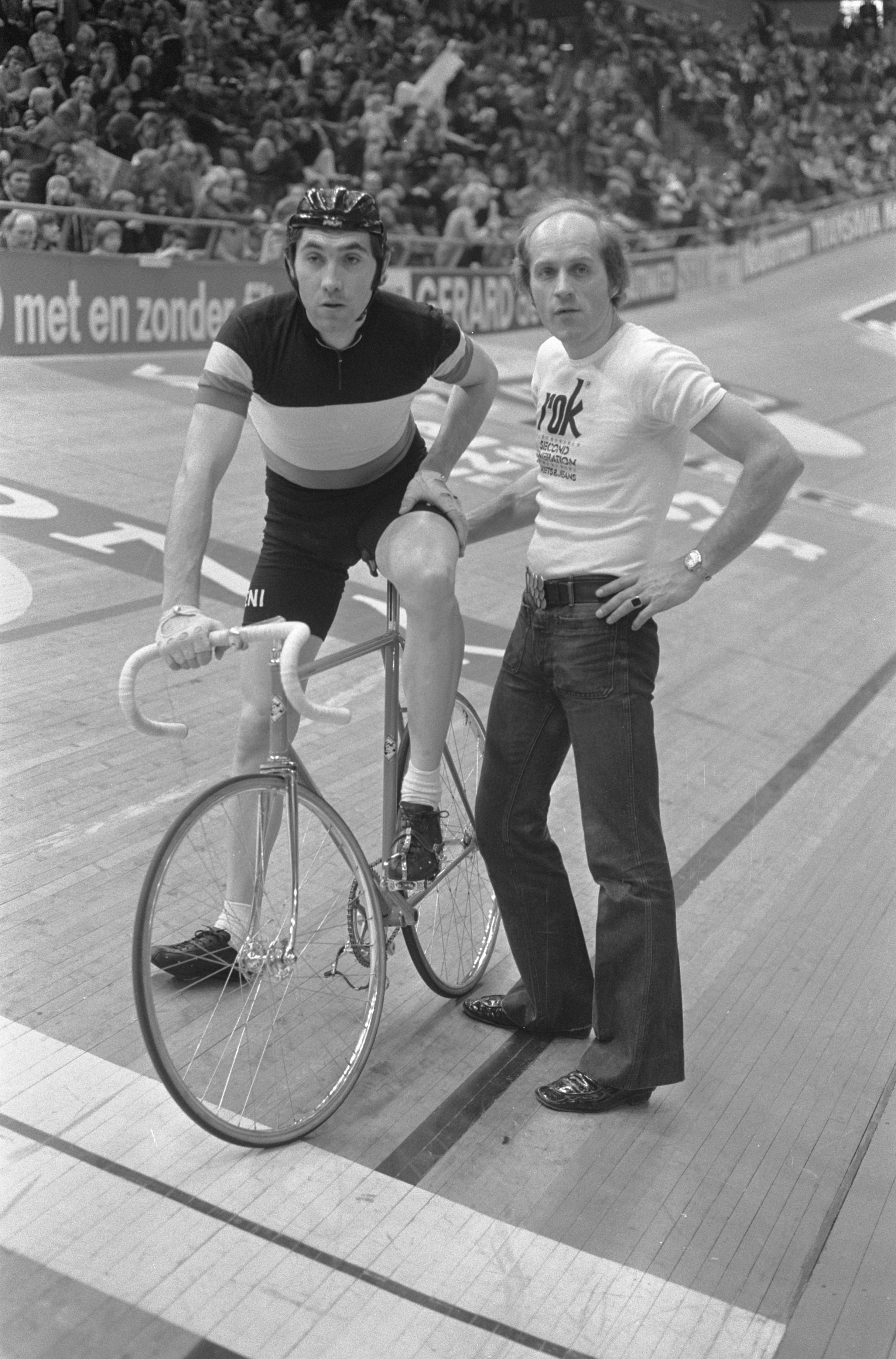
Eddy Merckx durante os Seis Dias de Roterdão de 1974

| Ano     | Vencedores                   |
| ------- | ---------------------------- |
| 1936    | Jan Pijnenburg Cor Wals      |
| 1937    | Albert Buysse Albert Billiet |
| 1938-67 | Não disputada                |
| 1968    | Peter Post Patrick Sercu     |
| 1969    | Peter Post Romain De Loof    |
| 1970    | Não disputada                |
| 1971    | Peter Post Patrick Sercu     |
| 1972    | René Pijnen Leo Duyndam      |
| 1973    | René Pijnen Leo Duyndam      |
| 1974    | René Pijnen Leo Duyndam      |
| 1975    | Gerben Karstens Leo Duyndam  |
| 1976    | Patrick Sercu Eddy Merckx    |
| 1977    | René Pijnen Danny Clark      |

| Ano     | Vencedores                        |
| ------- | --------------------------------- |
| 1978    | René Pijnen Danny Clark           |
| 1979    | Patrick Sercu Albert Fritz        |
| 1980    | René Pijnen Jan Raas              |
| 1981    | Donald Allan Danny Clark          |
| 1982    | Patrick Sercu René Pijnen         |
| 1983    | Patrick Sercu René Pijnen         |
| 1984    | Urs Freuler René Pijnen           |
| 1985    | Danny Clark René Pijnen           |
| 1986    | Danny Clark Francesco Moser       |
| 1987    | Danny Clark Pierangelo Bincoletto |
| 1988    | Danny Clark Anthony Doyle         |
| 1989-04 | Não disputada                     |

| Ano  | Vencedores                 |
| ---- | -------------------------- |
| 2005 | Robert Slippens Danny Stam |
| 2006 | Robert Slippens Danny Stam |
| 2007 | Iljo Keisse Robert Bartko  |
| 2008 | Leif Lampater Danny Stam   |
| 2009 | Peter Schep Joan Llaneras  |
| 2010 | Iljo Keisse Danny Stam     |
| 2011 | Leon van Bon Danny Stam    |
| 2012 | Wim Stroetinga Peter Schep |
| 2013 | Iljo Keisse Niki Terpstra  |
| 2014 | Iljo Keisse Niki Terpstra  |